# Contea di Liuhe
La contea di Liuhe (柳河县S, Liǔhé XiànP) è una contea della Cina, situata nella provincia di Jilin e amministrata dalla prefettura di Tonghua.

## Geografia antropica

### Suddivisioni amministrative
| Province: - Liuhe (柳河镇) - Gushanzi (孤山子镇) - Wudaogou (五道沟镇) - Tuoyaoling (驼腰岭镇) - Sanyuanpu Korean Town (三源浦朝鲜族镇) - Shengshui (圣水镇) - Liangshuihezi (凉水河子镇) - Luotongshan (罗通山镇) - Ankou (安口镇) - Xiangyang (向阳镇) - Hongshi (红石镇) - Hengtong (亨通镇) | Villaggi: - Shijiadian Township (时家店乡) - Liunan Township (柳南乡) - Jiangjiadian Korean Ethnic Township (姜家店朝鲜族乡) |